# Naum Ilitch Feldman
Naum Ilitch Feldman (né le 26 novembre 1918 à Melitopol et mort le  20 avril 1994 à Moscou) est un mathématicien soviétique spécialiste de théorie des nombres,.

## Biographie
Feldman est né le 26 novembre 1918 à Melitopol, dans l'oblast de Zaporijjia, dans le sud-est de l'Ukraine.
Feldman entre en 1936 à la Faculté de Mathématiques et de Mécanique de l'Université de Leningrad, où il se spécialise en théorie des nombres sous la direction de Rodion Kouzmine. Il obtient son diplôme en 1941 ;  et est soldat à partir d'octobre 1941 et jusqu'à la fin de la Seconde Guerre mondiale. Il a reçu diverses distinctions militaires :  l'ordre de l'Étoile rouge, l'ordre de la Guerre patriotique (deuxième classe) et les médailles « pour la prise de Königsberg », « pour la défense de Moscou » et « pour la victoire sur l'Allemagne dans la Grande Guerre patriotique 1941-1945 ».
Après sa démobilisation, il commence son doctorat en 1946 à l'Institut de mathématiques de l'Université de Moscou, sous la direction d'Alexandre Gelfond, et il présente sa thèse de doctorat en 1949. En 1950, il devient directeur du département de mathématiques de l'Institut pétrolier d'Oufimsk, où il est affecté jusqu'en 1954. Il enseigne à l'Institut minier de Moscou de 1954 à 1961. À partir de septembre 1961, Feldman travaille à l'Université d'État de Moscou, d'abord au département d'analyse mathématique, puis au département de théorie des nombres. En 1974, il devient docteur ès sciences. Feldman est nommé professeur titulaire en 1980.
Feldman meurt le 20 avril 1994.

## Recherche
Feldman a obtenu des résultats importants en théorie des nombres. Ses principaux domaines de recherche sont la théorie des approximations diophantiennes, la théorie des nombres transcendants,, et les équations diophantiennes.
Le thème de recherche de Feldman se situe dans une longue tradition : en 1899, Émile Borel renforce le célèbre théorème de Charles Hermite qui prouve en 1873 la transcendance du nombre {\displaystyle e}. Par la suite, des estimations de la transcendance sont étudiées pour d’autres nombres. Gelfond, le directeur de thèse de Feldman, a obtenu son résultat le plus célèbre en 1948 dans son théorème de Gelfond-Schneider, lié au Septième problème de Hilbert.
En 1949, Feldman améliore la méthode de Gelfond pour prouver la transcendance des logarithmes des nombres algébriques et les périodes des courbes elliptiques. Son résultat de 1960 sur la mesure de la transcendance du nombre {\displaystyle \pi } est particulièrement important.